# メルセデス・ベンツ・W210
W210/S210は、メルセデス・ベンツの2代目Eクラスを指すコードネームである。頭文字の“W”はセダン、“S”はステーションワゴンを表す。

## 概要
10年に渡り販売されたW124の後継モデルとして1995年に発売。フロントマスクでは楕円形の4灯式ヘッドライトが特徴。

フロントサスペンションがW124のストラットからダブルウィッシュボーンに変更されたほか、ステアリングが伝統のボール&ナット式からラック&ピニオン式となった。
サイド・エアバッグをドア内蔵方式としては世界で初めて採用し、ASRやESPも設定されるなど、更なる安全性向上が図られている。室内も拡大され、後席の居住性が大幅に改善された。クーラーボックス機能付きコンソールボックス、フルオートエアコン (後席エアコン吹出口付き) に加えて、モデルライフの途中からはCD-ROMナビゲーションシステムや自動防眩ミラーの標準装備化など、快適装備も充実している。一方、メルセデス・ベンツの内装を特徴付けていた実用性の高さ（誰が乗っても戸惑わない確実さ）は大幅に下がり、構成部品も一部簡略化され、革の材質をはじめとする内装の質感も同様にコストダウンされた。なお、マイナーチェンジ後の後期型では品質改善がなされている。
W210以降W213までのEクラスにはEクラスのシャーシを使用したクーペが設定されず、代わりにW202をベースとしたCLK (C208/A208)がデビューしている。なお、E420についてはその数字が日本では忌避され、日本仕様のみE400とモデル名が変更された。
なお、クライスラー・300Cなどに採用されているクライスラー・LXプラットフォームは、W210のプラットフォームをベースに燃料タンク位置の変更など大幅なアレンジを加えたものである。

## 歴史
1995年8月、エンジンが直列4気筒のE230と直列6気筒のE320が日本市場に導入された。11月、革張りシートやサンルーフなど、標準装備が充実したE320アバンギャルドを追加。1996年10月、V型8気筒エンジンのE400アバンギャルドの販売開始と同時に電子制御5ATが全車標準となる。11月にはセダンより約1年遅れでステーションワゴンがフルモデルチェンジ、E230ステーションワゴンを販売開始。
1997年8月、エンジンが直列6気筒に代わりV型6気筒を採用したことにより、直列4気筒のE230は、セダン·ステーションワゴン共にV型6気筒のE240に変更。E320もV型6気筒へ変更されたほか、フルタイム4WDとなる「4MATIC」を設定。なお、E320のステーションワゴンは全てアバンギャルド仕様となる。V型8気筒エンジンのE420（日本仕様E400）も新開発の3バルブSOHCエンジンを搭載したE430となり、ESPが4MATICとE430に限り設定された。1998年8月、ウィンドウのエアバッグとリヤサイドエアバッグが装備される。E430ステーションワゴン追加。
1999年10月、マイナーチェンジ。エクステリアデザインを中心に変更が行われ、内部の改良は約1,800箇所にも及ぶ。フロントマスク、テールランプの変更と共にウィンカー内蔵ドアミラーが採用された。インテリアではナビゲーションシステムが新型に変更。ESPが全車標準装備となった。2000年6月、E240の排気量が従来の2.4Lから2.6Lに拡大されたが車名の変更はなされていない。全車排ガス浄化装置の変更、リモコンキー小型化。2001年4月、専用サスペンションや強化ブレーキを装備しインテリアを高級感のあるフルレザー仕様とした5.5L V型8気筒のE55 AMG、E320とE430のセダンにAMG製パーツを標準装備したスポーツライン仕様が追加。6月、E240にアバンギャルドに準じた限定車E240アバンギャルドリミテッドが発売。

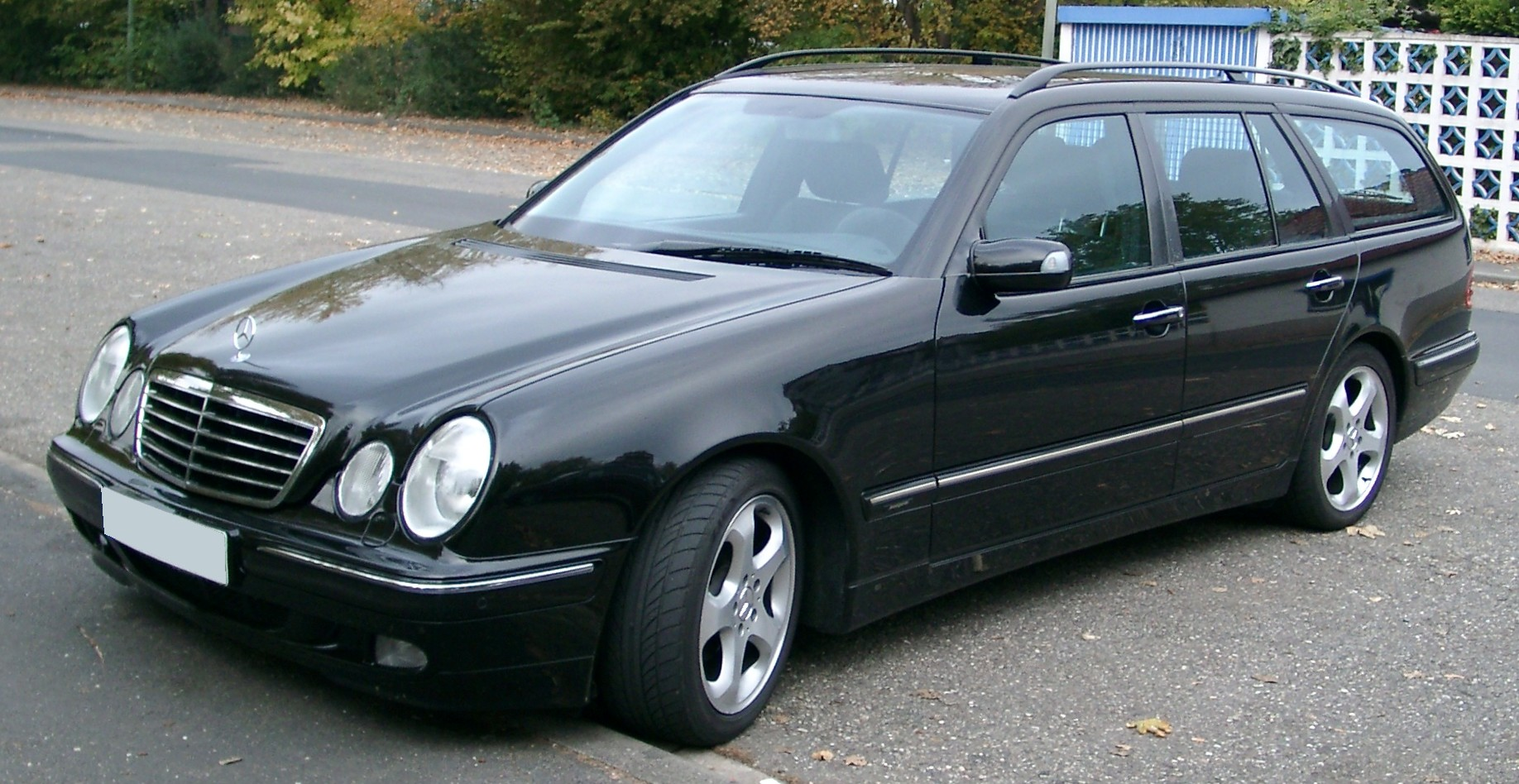
S210
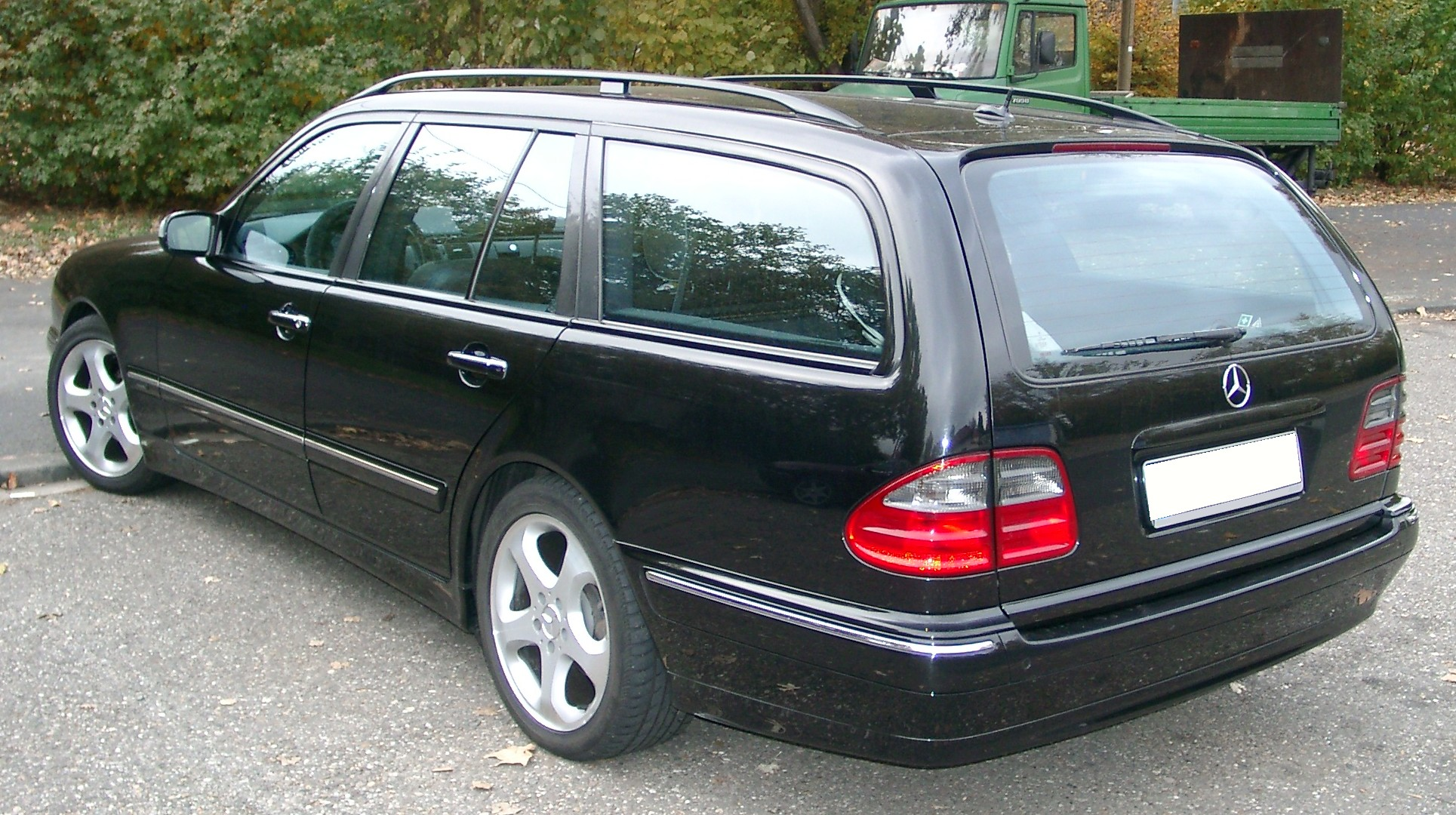
S210
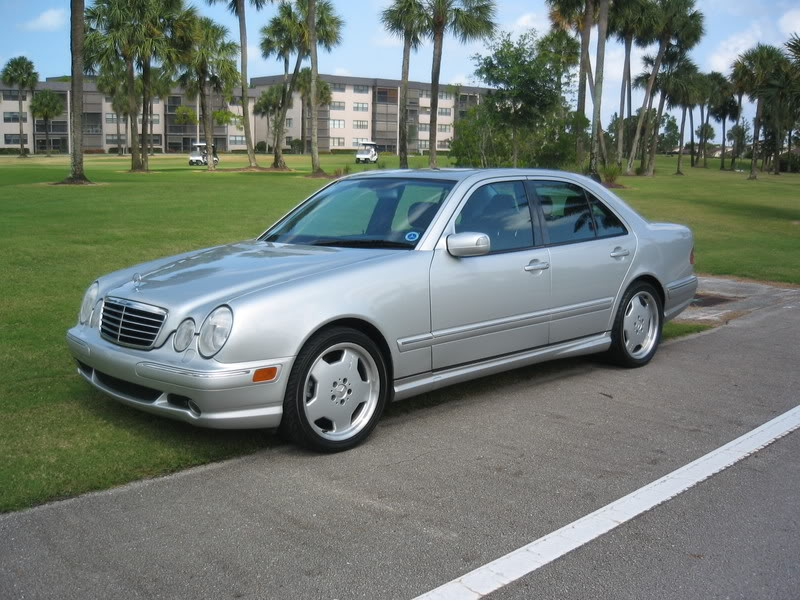
W210 / E55
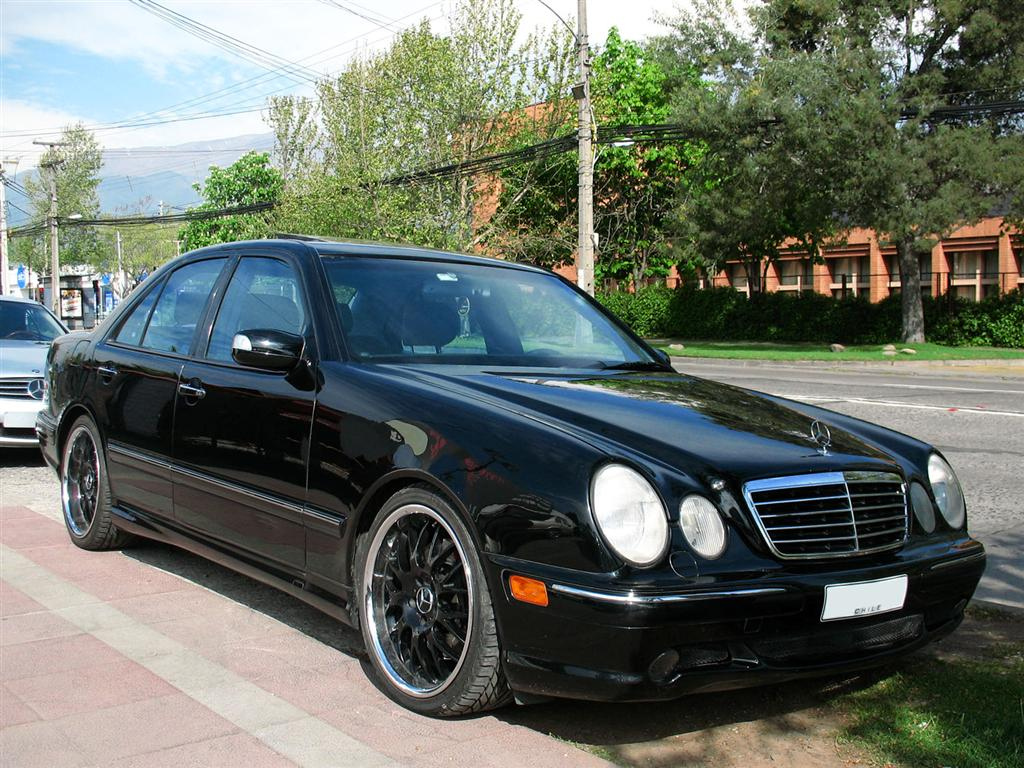
W210 / E55